# Гапочка, Николай Михайлович
Николай Михайлович Гапочка (род. 4 апреля 1951 село Маньковка, Белокуракинский район Луганской области) — украинский политик, член Аграрной партии Украины, Народный депутат Верховной рады Украины четвёртого созыва.

## Образование
Закончил в 1987 году Луганский сельхозинститут, по специальности «Сельскохозяйственное строительство» — инженер-строитель.
Закончил Восточноукраинский университет, по специальности юрист.

## Биография
С ноября 1967 года по ноябрь 1970 года работал плотником, с февраля 1972 года по декабрь 1973 года — каменщиком ПМК № 6 треста «Старобельсксельстрой».
С ноября 1970 года по ноябрь 1972 года — работал секретарём комсомольской организации, с февраля 1973 года по август 1975 года — заведующим отделом Белокуракинского РК ЛКСМУ.
С октября 1975 года по сентябрь 1977 года — работал инженером по технике безопасности, с мая 1978 года по ноябрь 1983 года — работал начальником ПМК-154, трест «Старобельсксельстрой».
С ноября 1983 года по февраль 1986 года — был председателем Белокуракинского поселкового совета народных депутатов, с февраля 1983 года по апрель 1988 года был заместителем председателя Белокуракинского районного агропромышленного объединения. С апреля 1988 года по февраль 1989 год был заместителем председателя РАПО, председатель Белокуракинского райагростроя. С февраля 1989 года по декабрь 1990 заместитель председателя Белокуракинского районного агропромышленного объединения. С декабря 1990 года по январь 1992 года был заместителем председателя, а с февраля 1992 года по июль 1994 года был первым заместителем председателя объединения «Луганскоблагрострой».
С июля 1994 года по август 1995 года был председателем Белокуракинского райсовета народных депутатов.
С августа 1995 года по октябрь 1996 года был председателем Белокуракинской райгосадминистрации Луганской области.
С октября 1996 года по май 1998 года — заместитель председателя по вопросам АПК, с мая 1998 года по ноябрь 2001 года был первым заместителем председателя Луганской облгосадминистрации. С ноября 2001 года по апрель 2002 года был первым заместителем Государственного комитета Украины по государственному материальному резерву.

## Народный депутат
Кандидат в народные депутаты с марта 1998 года от Аграрной партии Украины (№ 33 в избирательном списке партии). На время выборов занимал должность заместителя председателя Луганской облгосадминистрации.
С апреля 2002 года по март 2005 года — Народный депутат Украины четвёртого созыва, избранный по территориальному избирательному округу № 113 (Луганская область). Выдвинут Избирательным блоком политических партий «За единую Украину!». Из 10 претендентов на должность занял 51,17 % голосов избирателей. На время выборов занимал должность Первого заместителя Председателя Государственного комитета Украины по материальному резерву.

### Должности в течение созыва
- Член Комитета по вопросам правовой политики Верховной Рады Украины.
- Член Временной специальной комиссии по вопросам мониторинга избирательного законодательства.
- Член Временной следственной комиссии по проверке достоверности фактов незаконной торговли оружием с Республикой Ирак.
- Член Временной следственной комиссии по вопросам расследования обстоятельств отравления кандидата на пост Президента Украины, народного депутата Украины Ющенко Виктора Андреевича.
- Член Временной специальной комиссии по подготовке и предварительного рассмотрения согласованных законопроектов о принципах внутренней политики Украины, об основах внешней политики Украины и о принципах национальных интересов и национальной стратегии развития Украины.
- Член Временной специальной комиссии Верховной Рады по разработке проектов законов Украины о внесении изменений в Конституцию Украины.

### Переходы между фракциями
Деятельность в качестве депутата обозначена несколькими переходами между фракциями:
- фракция «Единая Украина» — с 15 мая по 5 июня 2002 года;
- создана группа депутатов от Луганской области «Народный выбор» — с 5 июня 2002 года по 21 мая 2004 года;
- переоформлена в всеукраинскую группу «Союз» — с 21 мая 2004 года по 31 мая 2005 года — руководитель;
- переход к фракции Блока Юлии Тимошенко после распада группы 31 мая по 4 ноября 2005 года;
- вступление во фракцию Партии регионов «Регионы Украины» — с 2 декабря 2005 года по 25 мая 2006 года.

Доверенное лицо кандидата на пост Президента Украины Виктора Януковича по территориальному избирательному округу № 114 на выборах 2004—2005 года.

## Благотворительность
Занимается бизнесом и благотворительной деятельностью. Ему принадлежат: Благотворительная организация «Луганский областной фонд содействия борьбы с организованной преступностью», Областной благотворительный фонд «Областной фонд поддержки индивидуального жилищного строительства на селе», ГО «Общество инвалидов Станичнолуганского района».

## Семья
- Отец Михаил Андреевич Гапочка (1924—2005)
- мать Мария Ильинична Гапочка (род.1924)
  - жена Надежда Петровна Гапочка (род. 1951) — швея, курирует Луганский областной благотворительный фонд «На крыльях добра», состоит в партии АПУ[1]
    - Два сына: Андрей Гапочка фермер[1] (род. 1973) и Владимир Гапочка (род. 1978).

## Награды
Почетная грамота Кабинета Министров Украины 2003 года.
Увлечения: охота, лошади.